# Yabusame

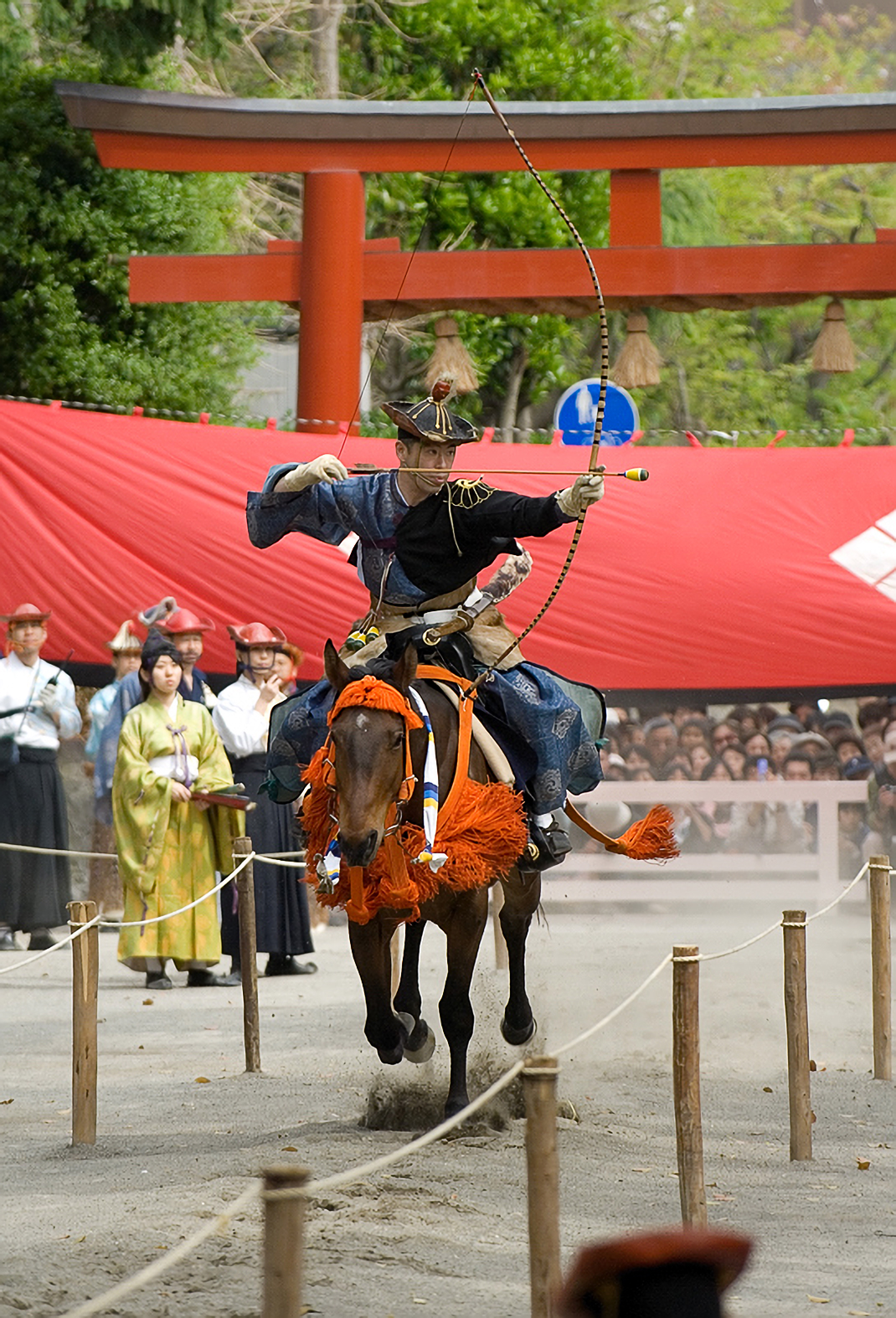
Yabusame-festivalen i Kamakura 2007.

Yabusame (japanska: 流鏑馬?, Yabusame)  är en form av kyudo, traditionellt japanskt bågskytte som ingår i budo, men yabusame utförs till häst. Ryttaren rider i galopp och ska samtidigt träffa tre måltavlor, med hjälp av tre pilar. Yabusame började tränas av militären på 1100-talet, under Kamakuraperioden. 
Yabusame utövades först som en träningsform för samurajer men utövas idag mer som en religiös ritual och utförs vid speciella ceremonier, bland annat som en form av underhållning för utländska statsbesökare. Uppvisningar har hållits för prins Charles där ceremonin visades upp exklusivt i England och även för forna presidenterna Ronald Reagan och George W. Bush. 
Den japanska regeringen har klassat yabusame som en ritual och bestämt att det inte är en sport. Yabusame räknas som så historiskt och religiöst värdefullt att den japanska regeringen har förbjudit att man lär ut konsten i utbyte mot pengar, utan träningar ska alltid vara gratis. Tränaren ska föra traditionerna vidare av sitt eget intresse och elever väljs alltid med noggrann omsorg, då det är ritualens ära som står på spel.
Idag hålls flera ceremonier varje år i olika städer runt om i Japan och oftast hålls stora festivaler i städerna när man anordnar Yabusame. De största festivalerna arrangeras i städerna Kyoto, Koyama och Samukawa samt på stränderna utanför staden Zushi i Kanagawa prefektur. 

## Historia

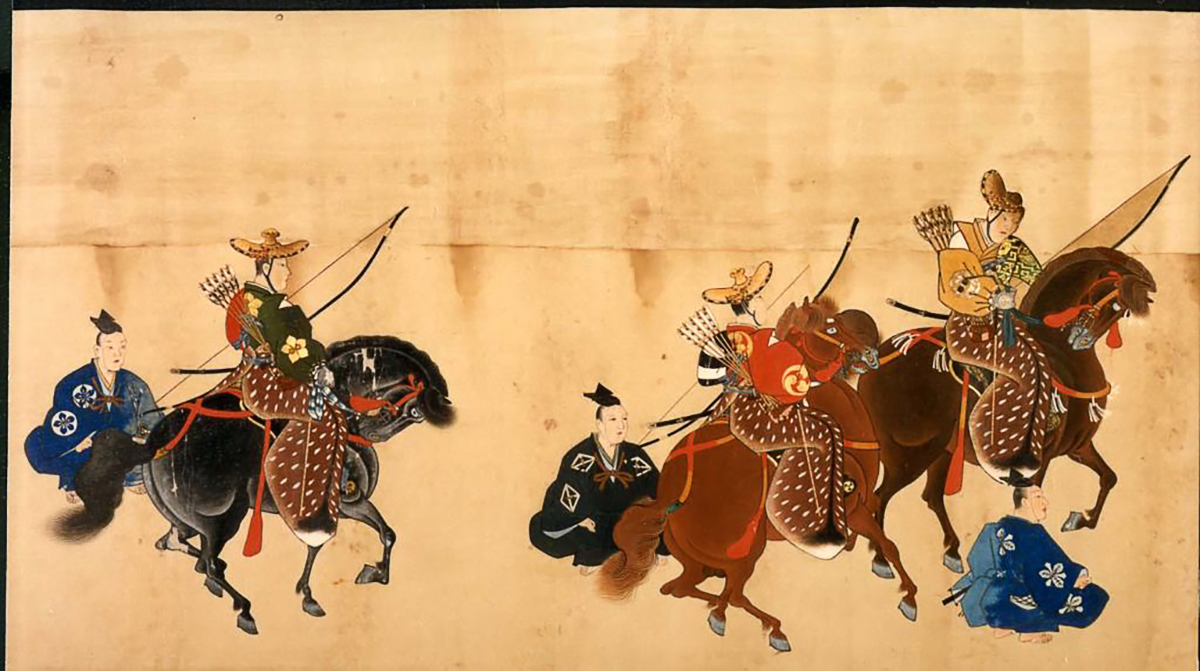
Konstverk från 1738 som visar Yabusame under Edo-eran.

Pilbågar har använts i Japan i över 10 000 år för både jakt och strid, och de asymmetriska bågarna sedan Yayoikulturen (250 f Kr. - 250 e.Kr). Bågskyttarna i de japanska arméerna stred oftast till fots fram till 300-talet då man började använda sig av hästar. Bågskytte blev även en form av ritualer, tillägnade gudarna. Under 900-talet var det känt att samurajer duellerade till häst med hjälp av pilbågar.
Yabusame användes under Kamakuraperioden (1192-1333), som en form av träning för samurajer, inspirerad av de gamla japanska elitsoldaterna som stridit till häst. Med hjälp av yabusame skulle samurajerna alltid vara redo för krig och övade inte bara sitt bågskytte utan även sin ridkost och hästhandling. Shogunen Minamoto no Yoritomo (1147-1199) studerade och lovordade denna form av träning. Han hoppades på att höja krigarnas mentala styrka och hängivenhet till religionen genom att använda yabusame som en Shintoritual.
Under 1500-talet introducerades skjutvapen från Portugal, vilket ledde till att användandet av bågen som vapen i den japanska militären minskade. Under striden i Nagashino år 1575 använde Oda Nobunagas armé musköter till att besegra Takeda-klanen.
Först under Edoperioden (1603-1868) återväcktes bågskytte som militär tradition, men eftersom Japan då var i fred så användes Yabusame inte längre som militär träning. 

## Utövande

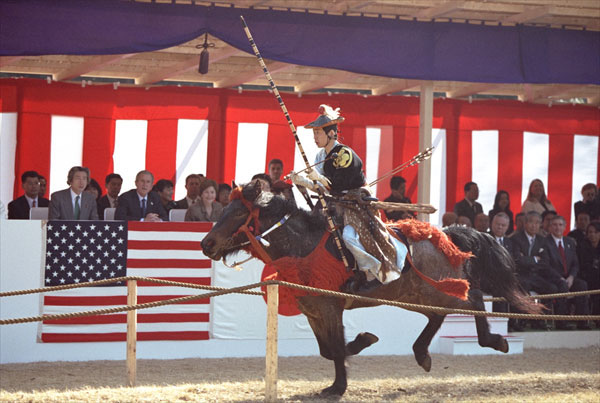
Yabusame visas ofta upp inför viktiga statsbesök. Här visas yabusame upp inför den forne amerikanske presidenten George W. Bush år 2002.

Yabusame utövas på en 255 meter lång sandbana med tre måltavlor som ryttaren ska träffa. Ryttaren använder sig av kyudobågar som är asymmetriska, skytten håller alltså handen mycket längre ner än på traditionella pilbågar. Ryttaren skjuter med speciella pilar, kallade Kaburaya (visslande pilar) som har en kålrots-formad pilspets, avsedd för att göra ifrån sig så högt ljud som möjligt när pilen träffar tavlan. Erfarna skyttar får även använda sig av V-formade pilspetsar som då får tavlan att gå sönder helt och hållet och bli till konfettiliknande bitar. Tavlan är oftast gjord av japanskt cederträ, upphängda på pålar av bambu. På grund av den religiösa aspekten hålls yabusame ofta i närheten av shintotempel och både åskådare och deltagare har på sig traditionella kläder under ceremonin. Ryttarna har på sig chaps av hjortskinn som förr användes för att skydda benen under jakt.
Hela ceremonin börjar med att både ryttarna och hästarna välsignas av präster och buddhistiska munkar och ryttarna får sedan läsa högt ur en helig skrift, för att sedan kasta en solfjäder bakom sig för att få tur.
Ryttaren galopperar sedan nerför banan och använder knäna för att styra hästen så att händerna hela tiden är fria till att hålla bågen och skjuta pilarna. När ryttaren når måltavlan spänner han bågen och siktar medan han utropar "in-yo-in-yo", vilket betyder ungefär mörker och ljus. När pilen träffar tavlan så ska ett högt ljud höras. Ljudet är nästan lika viktigt som själva träffen eftersom det anses överföra skyttens mod till publiken. Ryttaren ska sedan träffa två tavlor till under en och samma ritt. Ryttaren rider i tre omgångar och ska därför skjuta av nio pilar. Vinnaren av ritualen belönas med en vit fana som symboliserar gudomlighet och ära.

### Ritualer i samband med Yabusame

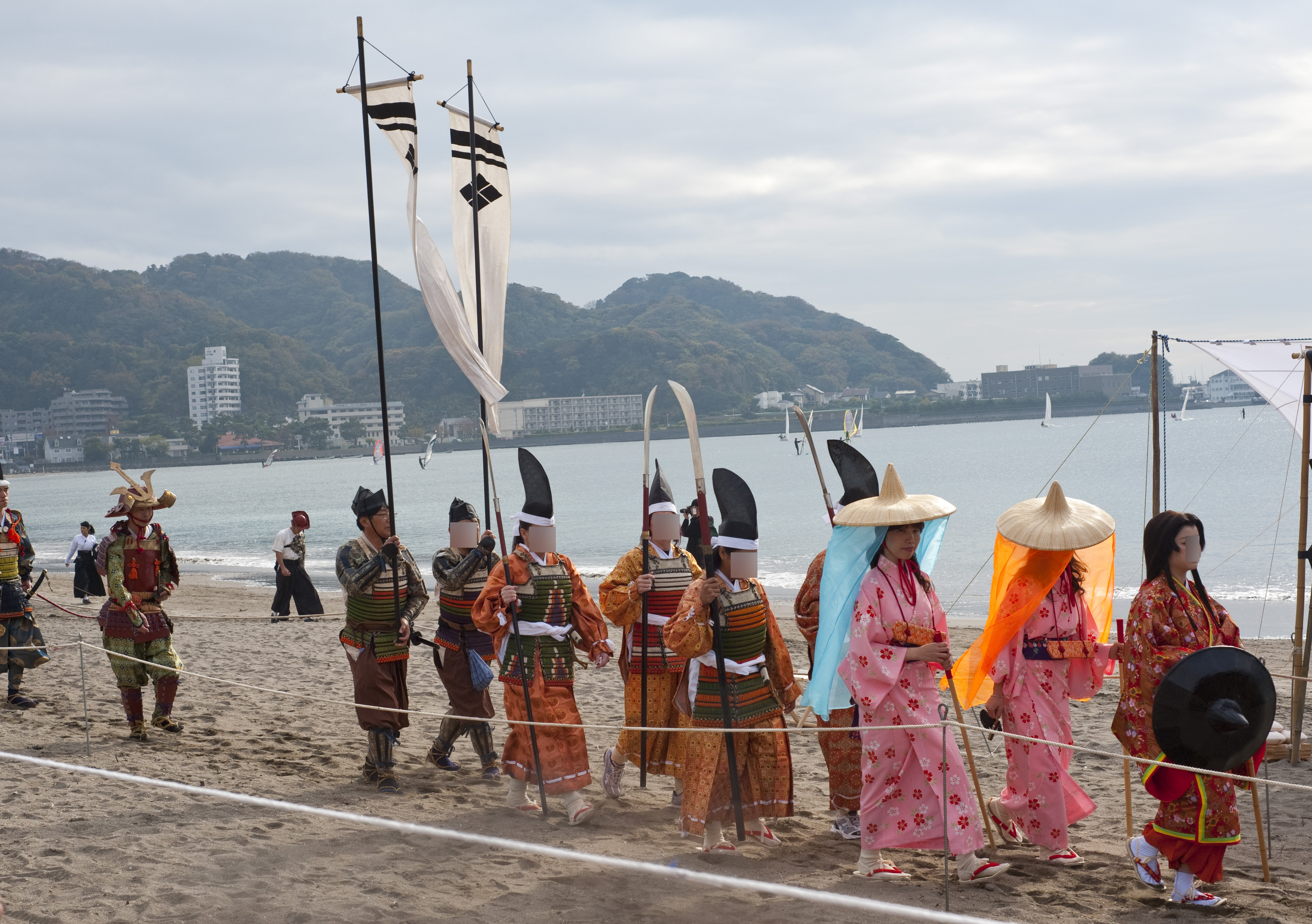
Yabusame inleds med parader där deltagarna är traditionellt klädda. Här i Zushi, 2010.

I samband med uppvisningarna i yabusame, utför man även andra ritualer utanför banorna. I Koyama, där uppvisningarna är som störst stänger man av vägarna för trafiken och dekorerar med rislampor och gatorna kantas av matstånd. En parad går genom staden med samurajer, följda av folk utklädda till traditionella lejon eller drakar som letar efter åskådare som sätter huvudet i munnen på draken för att få tur. Sist i paraden går en marscherande orkester. 
I staden Koyama leds den häst som ska genomföra Yabusame alltid i paraden med en skolelev på ryggen. Varenda år väljs en student från den lokala högstadieskolan i Koyama som får rida på hästen i paraden. Föräldrarna betalar ungefär 300 000 yen för att barnet ska få vara med i paraden och barnet genomgår flera år av förberedelser innan de får rida i paraderna. Detta anses vara en mycket hög ära för familjen.
Efter yabusame brukar arrangörerna samla in de större bitarna av cederträ som slagits loss från måltavlorna och dessa anses ge tur. Man samlar in dessa bitar, daterar dem med dagens datum och vinnaren av ceremonin signerar dem. Sedan säljer man dem tillsammans med pilarna för att samla in pengar inför nästa års yabusame. I samband med ritualerna brukar både buddhistiska munkar och präster från shinto-religionen vara närvarande.

## Yabusame-skolor
I Japan finns idag två kända skolor som lär ut Yabusame. Den ena är Ogasawaraskolan som grundades av Ogasawara Nagakiyo som fick order från shogunen Minamoto no Yoritomo under 1100-talet att starta en skola för bågskytte. Yoritimo ville att eleverna skulle vara disciplinerade och skickliga med bågen. Bågskytte ansågs ge de grundläggande principer som behövdes för att bli samurajkrigare. 
Den andra skolan, Takedaskolan, är mest framstående och är känd för att utnyttja en helt egen teknik. Skolan startades redan på 800-talet av kejsaren Uda. Idag kallas skolan Takeda School of Archery. 

## Yabusame i populärkultur
Yabusame-samurajer kan ses i Akira Kurosawas filmer De sju samurajerna från 1954 och i Kagemusha - Spökgeneralen från 1980. 
Den japanske skådespelaren Toshiro Mifune, känd från bland annat Demonernas port (1950) var student vid Takeda School, en av de framstående skolorna som lär ut Yabusame.